# Polove, Mîronivka
Polove (în ucraineană Польове) este localitatea de reședință a comunei Polove din raionul Mîronivka, regiunea Kiev, Ucraina.

## Demografie
Componența lingvistică a localității Polove
     Ucraineană (97,36%)
     Rusă (2,44%)
     Alte limbi (0,2%)
Conform recensământului din 2001, majoritatea populației localității Polove era vorbitoare de ucraineană (97,36%), existând în minoritate și vorbitori de rusă (2,44%).